# Protocol for SYnchronous Conferencing
PSYC (Protocol for SYnchronous Conferencing) ist ein erweiterbares offenes Netzwerkprotokoll für Messaging und dezentrale meist textbasierte Konferenzschaltungen (auch Chats oder Chatsysteme genannt). Somit ist PSYC artverwandt mit dem Internet Relay Chat und dem Extensible Messaging and Presence Protocol (XMPP).
Es entstand einst mit der Zielsetzung, die Leistungsgrenzen von IRC-Netzwerken zu überwinden, hat sich aber weiterentwickelt zur Übertragung unterschiedlicher Inhalte und auf andere Einsatzzwecke, in denen eine effiziente Verteilung an mehrere Teilnehmer gefragt ist. PSYC hat eine zu XMPP ähnliche dezentrale Struktur, bietet darüber hinaus aber dem IRC entlehnte Multicast-Verteilungsstrategien, weswegen Nachrichten an mehrere Teilnehmer effizienter zugestellt werden. Dies findet in Chaträumen Anwendung, aber auch im Falle von Änderungen der Presence, eine im Instant Messaging übliche Bekundung der eigenen Anwesenheitsform an alle Bekannten, sowie bei der Verteilung von abonnierten Nachrichtentickerdiensten.
PSYC hat dadurch klare Stärken im Interserver-Bereich, also im Betrieb einer potentiell globalen Kommunikationsinfrastruktur, allerdings Nachteile im Client-Bereich. Ein weiterer Nachteil von PSYC ist, dass es trotz seines Alters immer noch ständig dramatisch verändert und weiterentwickelt wird, der aktuelle Stand ist aber meist schlecht dokumentiert. Andere Protokolle bieten aufgrund von Standardisierung mehr Planungssicherheit.
Es empfiehlt sich, PSYC als Hybrid im XMPP-Netz einzusetzen mit Unterstützung für IRC- und XMPP-Clients, um alle drei Technologien optimal zu nutzen.

## Eigenschaften

### Mehrere Schnittstellen und Protokolle
Bestehende Kommunikationssysteme können relativ leicht in das PSYC-Netzwerk eingebunden werden, da die PSYC-Infrastruktur seinen Empfängern einfache feste Adressen zuweist. Eine Nachricht einem oder mehreren menschlichen Empfängern zu senden, egal ob und woher diese online sind, reduziert sich beispielsweise darauf, einige Zeilen Text in eine fest adressierbare TCP-Verbindung zu schicken, oder, sofern Vertrauen gegeben ist, als UDP-Paket zu versenden.

### Intelligentes Konferenzsteuerungsprotokoll
Eine weitere Eigenschaft von PSYC ist dessen minimalistisches Konferenzsteuerungsprotokoll, welches die Steuerungslogik und Politik von Chaträumen, z. B. die Vergabe von Zutritts- oder Beteiligungsrechten, frei programmierbar macht. Zugleich kann die Zustellung der Nachrichten durch Multicast-Protokolle optimiert werden. Der Server trägt daher typischerweise nicht die Last der eigentlichen Kommunikation, es sei denn, man möchte es so.

### Dezentrale Selbstbestimmung
Das PSYC-Netz ähnelt konzeptuell eher dem WWW als einem IRC-Netzwerk: Auf jedem Rechner im Internet kann vom Besitzer/Administrator ein eigener, gleichgestellter PSYC-Server betrieben werden – ohne Hierarchien und ohne besondere Berechtigungen für Administratoren, außer dem Recht, zu entscheiden, welche Räume und Personen man hostet.
Missbraucht ein Administrator seine Macht, wechseln seine Benutzer einfach auf einen anderen PSYC-Server. Somit existiert direkter Wettbewerb, und es ist Administratoren geraten, sich entsprechend den üblichen Konventionen zu verhalten.

### Soziales Netzwerk
PSYC wird erweitert, um auch als soziale Software zu dienen, z. B. mit Web-basierten Profilen. Der Unterschied zu anderen Chatplattformen liegt darin, dass der Anwender dank der Dezentralität von PSYC selbst die Kontrolle über seine Daten behält.

### Weitere Eigenschaften
- Eindeutige Adressierung anstatt lokale Datenbank: Statt eine IRC-artige Datenbank über Personen und Status aufzubauen, werden wie im Web URI-konforme Adressen zugewiesen. Damit kann man beispielsweise auch Personen in XMPP-Netzwerken erreichen.
- Das Protokoll ist nicht an XML, sondern an eine einfachere Textform (RFC 822[1]) angelehnt.
- Friendcasting: Nachrichten können innerhalb des Freundeskreises oder an den Freundesfreundeskreis verschickt werden.
- Konfigurierbare Benachrichtigungen: Nachrichten, Software-Updates, eingehende E-Mails, Änderungen in einem Wiki usw. können an die betroffenen Personen verteilt werden.
- Dezentrale Identifizierung: Ähnlich wie bei OpenID wird anstatt einer Anmeldung (mit Benutzernamen und Passwort) auf eine URL-basierende Identität gesetzt.
- Strategien zur Spam-Vermeidung (geplante Eigenschaft)

## Geschichte und Software
Das PSYC-Protokoll wurde erstmals 1995 von Carlo v. Loesch publiziert. Die Software-Implementierung ist seit 2005 einsatzbereit, wobei die „unvollständigen“ Versionen seit 1997 produktiv im Einsatz waren. Populärste Implementation ist der Server psyced, welcher zusätzlich zu PSYC auch XMPP, IRC, Telnet, HTTP, SMTP, WAP und die Kommunikation mit Applets beherrscht. Weitere relevante Implementationen sind die Firefox-Erweiterung PsycZilla, sowie der in Perl realisierte Client psycion und viele in perlpsyc mitgelieferte kleine Anwendungen.
PSYC wurde im Laufe der Jahre von T-Online, Gruner + Jahr, MTV etwa zu den MTV Europe Music Awards 2006 und bei weiteren Anlässen für zeitweilige Hochlastchats eingesetzt. Es kommt weiterhin bei Magix zum Einsatz. Im Privatbereich fristet das Protokoll ein Nischendasein mit einigen hundert Anhängern (Stand 2011).